# Lianne La Havas (album)
Lianne La Havas è il terzo ed eponimo album in studio della cantautrice britannica Lianne La Havas, pubblicato nel 2020.

## Tracce
1. Bittersweet (full length) – 4:52 (Lianne La Havas, Matthew Hales, DiFosco Ervin  Jr., Isaac Hayes, Rudy Love)
2. Read My Mind – 4:48 (La Havas, Hales, Benjamin Edwards)
3. Green Papaya – 4:05 (La Havas, Hales, Samuel Crowe, Frida Touray)
4. Can't Fight – 3:10 (La Havas, Hales, Alexander Crossan)
5. Paper Thin – 4:58 (La Havas, Hales)
6. Out of Your Mind (interlude) – 1:04 (La Havas, Geordan Reid-Campbell)
7. Weird Fishes – 5:54 (Thom Yorke, Jonny Greenwood, Colin Greenwood, Ed O'Brien, Philip Selway)
8. Please Don't Make Me Cry – 5:14 (La Havas, Hales, Nicholas Hakim)
9. Seven Times – 3:30 (La Havas, Hales)
10. Courage – 3:38 (La Havas, Hales, Joseph Harrison)
11. Sour Flower – 6:47 (La Havas, Hales, Crowe)
12. Bittersweet – 3:56 (La Havas, Hales, Ervin Jr., Hayes, Love)

## Sample e cover
- Il brano Bittersweet contiene un sample di Medley: Ike's Rap III / Your Love Is So Doggone Good interpretato da Isaac Hayes.
- Weird Fishes è una cover di Weird Fishes (2007) interpretata nella versione originale dai Radiohead.